# Evoluzione del collegio cardinalizio durante il pontificato di Clemente XIII
Di seguito è riportata l'evoluzione del collegio cardinalizio durante il pontificato di Clemente XIII (6 luglio 1758 – 2 febbraio 1769) e la successiva sede vacante (2 febbraio – 19 maggio 1769).

## Evoluzione in sintesi
Dopo l'elezione del cardinale Carlo della Torre di Rezzonico, che prese il nome di Clemente XIII, il collegio dei cardinali era costituito da 54 porporati.

Clemente XIII ha creato 52 cardinali in 7 concistori.

Durante il suo pontificato sono deceduti 49 cardinali.
| Data                                  | Avvenimento                                                                                            | Totale |
| ------------------------------------- | --- | ------ |
| 6 luglio 1758                         | Elezione del cardinale Carlo della Torre di Rezzonico (Clemente XIII)                                  | 54     |
| dal 9 luglio 1758 al 18 novembre 1768 | Cardinali creati                                                                                       | +52    |
| dal 9 luglio 1758 al 18 novembre 1768 | Cardinali deceduti                                                                                     | -49    |
| 2 febbraio 1769                       | Morte di papa Clemente XIII                                                                            | 57     |
| 19 maggio 1769                        | Elezione del cardinale Giovanni Vincenzo (in religione Lorenzo) Ganganelli, O.F.M.Conv. (Clemente XIV) | 56     |

## Composizione per paese d'origine
| Paese                                 | 1758 | 1769 |
| ------------------------------------- | ---- | ---- |
| Principato vescovile di Trento        |      | 1    |
| Ducato di Milano                      | 6    | 7    |
| Regno di Sardegna                     | 3    | 2    |
| Repubblica di Venezia                 | 2    | 3    |
| Ducato di Modena e Reggio             | 1    |      |
| Repubblica di Genova                  | 2    | 2    |
| Granducato di Toscana                 | 8    | 4    |
| Stato Pontificio                      | 16   | 19   |
| Regno di Napoli                       | 3    | 5    |
| Regno di Sicilia                      |      | 1    |
| Totale Italia                         | 41   | 44   |
| Regno di Gran Bretagna                | 1    | 1    |
| Repubblica delle Sette Province Unite | 1    |      |
| Regno di Francia                      | 3    | 6    |
| Principato vescovile di Würzburg      |      | 1    |
| Elettorato di Baviera                 | 1    |      |
| Principato vescovile di Costanza      | 1    | 1    |
| Arciducato d'Austria                  | 1    |      |
| Regno di Spagna                       | 4    | 3    |
| Regno del Portogallo                  | 2    | 1    |
| Totale resto Europa                   | 14   | 13   |
| Totale                                | 55   | 57   |

## Composizione per appartenenza ad ordini religiosi
| Ordine religioso                     | Sigla       | 1758 | 1769 |
| ------------------------------------ | ----------- | ---- | ---- |
| Cassinesi                            | O.S.B.Cas.  | 1    |      |
| Carmelitani scalzi                   | O.C.D.      | 1    |      |
| Canonici lateranensi                 | C.R.L.      | 1    |      |
| Francescani conventuali              | O.F.M.Conv. |      | 1    |
| Totale per Ordini religiosi          | 3           | 1    |      |
| Non appartenenti ad Ordini religiosi | 52          | 56   |      |
| Totale                               | 55          | 57   |      |

## Composizione per concistoro
| Concistoro               | 1758 | 1769 |
| ------------------------ | ---- | ---- |
| 29 novembre 1719         | 1    |      |
| Creati da Clemente XI    | 1    | 0    |
| 16 luglio 1721           | 1    | 1    |
| Creati da Innocenzo XIII | 1    | 1    |
| 6 luglio 1729            | 1    |      |
| Creati da Benedetto XIII | 1    | 0    |
| 14 agosto 1730           | 1    | 1    |
| 24 settembre 1731        | 1    |      |
| 1º ottobre 1732          | 1    |      |
| 17 gennaio 1735          | 1    |      |
| 20 dicembre 1737         | 3    |      |
| 23 giugno 1738           | 1    |      |
| 30 settembre 1739        | 1    |      |
| Creati da Clemente XII   | 9    | 1    |
| 9 settembre 1743         | 14   | 5    |
| 10 aprile 1747           | 6    | 2    |
| 3 luglio 1747            | 1    | 1    |
| 26 novembre 1753         | 12   | 6    |
| 22 aprile 1754           | 1    | 1    |
| 18 dicembre 1754         | 1    | 1    |
| 5 aprile 1756            | 8    | 5    |
| Creati da Benedetto XIV  | 43   | 21   |
| 11 settembre 1758        |      | 1    |
| 2 ottobre 1758           |      | 2    |
| 24 settembre 1759        |      | 11   |
| 23 novembre 1761         |      | 7    |
| 18 luglio 1763           |      | 2    |
| 21 luglio 1766           |      | 2    |
| 26 settembre 1766        |      | 9    |
| Creati da Clemente XIII  |      | 34   |
| Totale                   | 55   | 57   |

## Elenco degli avvenimenti
| Data              | Avvenimento | Paese                                 | Cardinali |
| ----------------- | --- | ------------------------------------- | --------- |
| 6 luglio 1758     | Elezione papale del cardinale Carlo della Torre di Rezzonico con il nome di Clemente XIII (65)                                   | Stato Pontificio                      | 54        |
| 9 luglio 1758     | Morte del cardinale José Manuel da Câmara d'Atalaia († 71)                                                                       | Regno del Portogallo                  | 53        |
| 11 settembre 1758 | Concistoro per la creazione di 1 cardinale in pectore                                                                            | Stato Pontificio                      | 53        |
| 30 settembre 1758 | Morte del cardinale Alberico Archinto († 59)                                                                                     | Ducato di Milano                      | 52        |
| 2 ottobre 1758    | Concistoro per la creazione di 2 cardinali e pubblicazione di 1 in pectore:                                                      | Stato Pontificio                      | 55        |
| 2 ottobre 1758    | Carlo Rezzonico (34) | Repubblica di Venezia                 | 55        |
| 2 ottobre 1758    | Antonio Marino Priuli (51) | Repubblica di Venezia                 | 55        |
| 2 ottobre 1758    | François-Joachim de Pierre de Bernis (43)                                                                                        | Regno di Francia                      | 55        |
| 4 novembre 1758   | Morte del cardinale Carlo Maria Sacripante († 69)                                                                                | Stato Pontificio                      | 54        |
| 23 dicembre 1758  | Morte del cardinale Clemente Argenvilliers († 70)                                                                                | Stato Pontificio                      | 53        |
| 5 gennaio 1759    | Morte del cardinale Thomas Philip Wallrad d'Alsace-Boussut de Chimay († 79)                                                      | Repubblica delle Sette Province Unite | 52        |
| 15 gennaio 1759   | Morte del cardinale Giovanni Antonio Guadagni, O.C.D. († 84)                                                                     | Granducato di Toscana                 | 51        |
| 31 gennaio 1759   | Morte del cardinale Giorgio Doria († 50)                                                                                         | Repubblica di Genova                  | 50        |
| 10 marzo 1759     | Morte del cardinale Nicolas-Charles de Saulx-Tavannes († 68)                                                                     | Regno di Francia                      | 49        |
| 21 giugno 1759    | Morte del cardinale Francesco Scipione Maria Borghese († 62)                                                                     | Stato Pontificio                      | 48        |
| 24 settembre 1759 | Concistoro per la creazione di 22 cardinali:                                                                                     | Stato Pontificio                      | 70        |
| 24 settembre 1759 | Ferdinando Maria de' Rossi (63)                                                                                                  | Granducato di Toscana                 | 70        |
| 24 settembre 1759 | Ignazio Michele Crivelli (60) | Ducato di Milano                      | 70        |
| 24 settembre 1759 | Ludovico Merlini (68) | Stato Pontificio                      | 70        |
| 24 settembre 1759 | Filippo Acciaiuoli (59) | Granducato di Toscana                 | 70        |
| 24 settembre 1759 | Luigi Gualterio (52) | Stato Pontificio                      | 70        |
| 24 settembre 1759 | Girolamo Spinola (45) | Repubblica di Genova                  | 70        |
| 24 settembre 1759 | Antonio Maria Erba Odescalchi (47)                                                                                               | Ducato di Milano                      | 70        |
| 24 settembre 1759 | Sante Veronese (75) | Repubblica di Venezia                 | 70        |
| 24 settembre 1759 | Ludovico Valenti (64) | Stato Pontificio                      | 70        |
| 24 settembre 1759 | Giuseppe Maria Castelli (53) | Ducato di Milano                      | 70        |
| 24 settembre 1759 | Pietro Francesco Bussi (76) | Stato Pontificio                      | 70        |
| 24 settembre 1759 | Gaetano Fantuzzi (51) | Stato Pontificio                      | 70        |
| 24 settembre 1759 | Agostino Francesco (in religione Giuseppe Agostino) Orsi, O.P. (67)                                                              | Granducato di Toscana                 | 70        |
| 24 settembre 1759 | Pietro Girolamo Guglielmi (64)                                                                                                   | Stato Pontificio                      | 70        |
| 24 settembre 1759 | Giuseppe Alessandro Furietti (74)                                                                                                | Repubblica di Venezia                 | 70        |
| 24 settembre 1759 | Pietro Paolo Conti (70) | Stato Pontificio                      | 70        |
| 24 settembre 1759 | Nicolò Maria Antonelli (61) | Stato Pontificio                      | 70        |
| 24 settembre 1759 | Giovanni Vincenzo (in religione Lorenzo) Ganganelli, O.F.M.Conv. (53) (futuro papa Clemente XIV)                                 | Stato Pontificio                      | 70        |
| 24 settembre 1759 | Giovanni Costanzo Caracciolo (43)                                                                                                | Regno di Napoli                       | 70        |
| 24 settembre 1759 | Nicola Perrelli (62) | Regno di Napoli                       | 70        |
| 24 settembre 1759 | Marcantonio Colonna (35) | Stato Pontificio                      | 70        |
| 24 settembre 1759 | Andrea Corsini (24) | Granducato di Toscana                 | 70        |
| 20 giugno 1760    | Morte del cardinale Giovanni Battista Mesmer († 89)                                                                              | Ducato di Milano                      | 69        |
| 22 giugno 1760    | Morte del cardinale Joaquín Fernández de Portocarrero († 79)                                                                     | Regno di Spagna                       | 68        |
| 22 agosto 1760    | Morte del cardinale Agapito Mosca († 82)                                                                                         | Stato Pontificio                      | 67        |
| 23 gennaio 1761   | Morte del cardinale Alvaro de Mendoza Caamaño y Sotomayor († 89)                                                                 | Regno di Spagna                       | 66        |
| 11 marzo 1761     | Morte del cardinale Girolamo de Bardi († 76)                                                                                     | Granducato di Toscana                 | 65        |
| 13 giugno 1761    | Morte del cardinale Agostino Francesco (in religione Giuseppe Agostino) Orsi, O.P. († 69)                                        | Granducato di Toscana                 | 64        |
| 22 giugno 1761    | Morte del cardinale Raniero d'Elci († 91)                                                                                        | Granducato di Toscana                 | 63        |
| 5 luglio 1761     | Morte del cardinale Domenico Silvio Passionei († 78)                                                                             | Stato Pontificio                      | 62        |
| 24 luglio 1761    | Morte del cardinale Luigi Gualterio († 54)                                                                                       | Stato Pontificio                      | 61        |
| 9 agosto 1761     | Morte del cardinale Fortunato Tamburini, O.S.B.Cas. († 78)                                                                       | Ducato di Modena e Reggio             | 60        |
| 30 agosto 1761    | Morte del cardinale Joseph Dominick von Lamberg († 81)                                                                           | Arciducato d'Austria                  | 59        |
| 23 novembre 1761  | Concistoro per la creazione di 10 cardinali:                                                                                     | Stato Pontificio                      | 69        |
| 23 novembre 1761  | Buenaventura Córdoba Espinosa de la Cerda (37)                                                                                   | Regno di Spagna                       | 69        |
| 23 novembre 1761  | Cristoforo Migazzi (47) | Principato vescovile di Trento        | 69        |
| 23 novembre 1761  | Antoine Clériade de Choiseul-Beaupré (54)                                                                                        | Regno di Francia                      | 69        |
| 23 novembre 1761  | Jean-François-Joseph de Rochechouart (53)                                                                                        | Regno di Francia                      | 69        |
| 23 novembre 1761  | Franz Christoph von Hutten (55)                                                                                                  | Principato vescovile di Würzburg      | 69        |
| 23 novembre 1761  | Raffaele Francesco (in religione Enrichetto Virginio) Natta, O.P. (60)                                                           | Regno di Sardegna                     | 69        |
| 23 novembre 1761  | Giovanni Molin (56) | Repubblica di Venezia                 | 69        |
| 23 novembre 1761  | Louis-Constantin de Rohan (64)                                                                                                   | Regno di Francia                      | 69        |
| 23 novembre 1761  | Baldassarre Cenci (51) | Stato Pontificio                      | 69        |
| 23 novembre 1761  | Cornelio Caprara (58) | Stato Pontificio                      | 69        |
| 13 marzo 1762     | Morte del cardinale Daniele Dolfin († 74)                                                                                        | Repubblica di Venezia                 | 68        |
| 28 marzo 1762     | Morte del cardinale Antonio Maria Erba Odescalchi († 50)                                                                         | Ducato di Milano                      | 67        |
| 17 luglio 1762    | Morte del cardinale Luca Melchiore Tempi († 74)                                                                                  | Granducato di Toscana                 | 66        |
| 12 novembre 1762  | Morte del cardinale Ludovico Merlini († 72)                                                                                      | Stato Pontificio                      | 65        |
| 18 gennaio 1763   | Morte del cardinale Girolamo Colonna di Sciarra († 54)                                                                           | Stato Pontificio                      | 64        |
| 27 gennaio 1763   | Morte del cardinale Johann Theodor von Bayern († 59)                                                                             | Elettorato di Baviera                 | 63        |
| 2 marzo 1763      | Morte del cardinale Baldassarre Cenci († 52)                                                                                     | Stato Pontificio                      | 62        |
| 12 aprile 1763    | Morte del cardinale Giuseppe Spinelli († 69)                                                                                     | Regno di Napoli                       | 61        |
| 11 giugno 1763    | Morte del cardinale Camillo Paolucci († 70)                                                                                      | Stato Pontificio                      | 60        |
| 18 luglio 1763    | Concistoro per la creazione di 2 cardinali:                                                                                      | Stato Pontificio                      | 62        |
| 18 luglio 1763    | Simone Buonaccorsi (54) | Stato Pontificio                      | 62        |
| 18 luglio 1763    | Andrea Negroni (52) | Stato Pontificio                      | 62        |
| 18 ottobre 1763   | Morte del cardinale Ludovico Valenti († 68)                                                                                      | Stato Pontificio                      | 60        |
| 18 ottobre 1763   | Morte del cardinale Giovanni Francesco Banchieri († 69)                                                                          | Granducato di Toscana                 | 60        |
| 14 gennaio 1764   | Morte del cardinale Giuseppe Alessandro Furietti († 79)                                                                          | Repubblica di Venezia                 | 59        |
| 13 ottobre 1764   | Morte del cardinale Cosimo Imperiali († 79)                                                                                      | Repubblica di Genova                  | 58        |
| 5 aprile 1765     | Morte del cardinale Cornelio Caprara († 61)                                                                                      | Stato Pontificio                      | 57        |
| 20 aprile 1765    | Morte del cardinale Prospero Colonna di Sciarra († 58)                                                                           | Stato Pontificio                      | 56        |
| 10 settembre 1765 | Morte del cardinale Pietro Francesco Bussi († 81)                                                                                | Stato Pontificio                      | 55        |
| 21 luglio 1766    | Concistoro per la creazione di 2 cardinali:                                                                                      | Stato Pontificio                      | 57        |
| 21 luglio 1766    | Giovanni Ottavio Bufalini (57)                                                                                                   | Stato Pontificio                      | 57        |
| 21 luglio 1766    | Giovanni Carlo Boschi (51) | Stato Pontificio                      | 57        |
| 24 luglio 1766    | Morte del cardinale Filippo Acciaiuoli                                                                                           | Granducato di Toscana                 | 56        |
| 26 settembre 1766 | Concistoro per la creazione di 13 cardinali:                                                                                     | Stato Pontificio                      | 69        |
| 26 settembre 1766 | Lodovico Calini (70) | Repubblica di Venezia                 | 69        |
| 26 settembre 1766 | Niccolò Serra (59) | Repubblica di Genova                  | 69        |
| 26 settembre 1766 | Niccolò Oddi, S.I. (51) | Stato Pontificio                      | 69        |
| 26 settembre 1766 | Antonio Branciforte Colonna (55)                                                                                                 | Regno di Sicilia                      | 69        |
| 26 settembre 1766 | Lazzaro Opizio Pallavicini (46)                                                                                                  | Repubblica di Genova                  | 69        |
| 26 settembre 1766 | Vitaliano Borromeo (46) | Ducato di Milano                      | 69        |
| 26 settembre 1766 | Pietro Colonna Pamphili (40) | Stato Pontificio                      | 69        |
| 26 settembre 1766 | Giuseppe Simonetti (57) | Stato Pontificio                      | 69        |
| 26 settembre 1766 | Urbano Paracciani Rutili (51) | Stato Pontificio                      | 69        |
| 26 settembre 1766 | Filippo Maria Pirelli (58) | Regno di Napoli                       | 69        |
| 26 settembre 1766 | Enea Silvio Piccolomini (57) | Granducato di Toscana                 | 69        |
| 26 settembre 1766 | Saverio Canale (71) | Stato Pontificio                      | 69        |
| 26 settembre 1766 | Benedetto Veterani (62) | Stato Pontificio                      | 69        |
| 9 ottobre 1766    | Morte del cardinale Giambattista Roero di Pralormo († 81)                                                                        | Regno di Sardegna                     | 68        |
| 4 gennaio 1767    | Morte del cardinale Giuseppe Simonetti († 57)                                                                                    | Stato Pontificio                      | 67        |
| 1º febbraio 1767  | Morte del cardinale Sante Veronese († 82)                                                                                        | Repubblica di Venezia                 | 66        |
| 24 marzo 1767     | Morte del cardinale Antonio Andrea Galli, C.R.L. († 69)                                                                          | Stato Pontificio                      | 65        |
| 25 maggio 1767    | Morte del cardinale Niccolò Oddi, S.I. († 51)                                                                                    | Stato Pontificio                      | 64        |
| 25 settembre 1767 | Morte del cardinale Nicolò Maria Antonelli († 69)                                                                                | Stato Pontificio                      | 63        |
| 15 novembre 1767  | Morte del cardinale Giuseppe Maria Feroni († 74)                                                                                 | Granducato di Toscana                 | 62        |
| 14 dicembre 1767  | Morte del cardinale Niccolò Serra († 61)                                                                                         | Repubblica di Genova                  | 61        |
| 29 febbraio 1768  | Morte del cardinale Ignazio Michele Crivelli († 69)                                                                              | Ducato di Milano                      | 60        |
| 29 giugno 1768    | Morte del cardinale Raffaele Francesco (in religione Enrichetto Virginio) Natta, O.P. († 67)                                     | Regno di Sardegna                     | 59        |
| 24 agosto 1768    | Morte del cardinale Marcello Crescenzi († 73)                                                                                    | Stato Pontificio                      | 58        |
| 18 novembre 1768  | Morte del cardinale Enea Silvio Piccolomini († 59)                                                                               | Granducato di Toscana                 | 57        |
| 2 febbraio 1769   | Morte di papa Clemente XIII († 75)                                                                                               | Stato Pontificio                      | 57        |
| 15 febbraio 1769  | Apertura del conclave | Stato Pontificio                      | 57        |
| 19 maggio 1769    | Elezione papale del cardinale Giovanni Vincenzo (in religione Lorenzo) Ganganelli, O.F.M.Conv., con il nome di Clemente XIV (63) | Stato Pontificio                      | 56        |